# Oryxspioenkop
Oryxspioenkop eller bara Oryx är en nederländsk oberoende analysgrupp som arbetar med försvarsanalys och konfliktforskning. Gruppen grundades 2013 av Stijn Mitzer och Joost Oliemans. Deras blogg “Oryx Blog” fick internationellt genomslag i samband med Rysslands invasion av Ukraina 2022 som den mest trovärdiga källan gällande de ryska förlusterna. Bloggen har använts som källa av al-Jazira, BBC, CNN, Forbes, Newsweek och The Guardian.